# 魔鮋
魔鮋，為輻鰭魚綱鮋形目鮋亞目鮋科的其中一種，為亞熱帶海水魚，分布於東印度洋西澳大利亞海域，棲息深度3-17公尺，體長可達8.4公分，棲息在底層水域，生活習性不明。